# スペンサー・ジョーンズ
スペンサー・ジョージ・ジョーンズ（Spencer George Jones, 2001年5月14日 - ）は、アメリカ合衆国カリフォルニア州サンディエゴ郡エンシニタス出身のプロ野球選手（外野手）。左投左打。MLBのニューヨーク・ヤンキース傘下所属。

## 経歴

### プロ入り前
高校時代は投手として活躍し、2019年のMLBドラフト31巡目（全体931位）でロサンゼルス・エンゼルスから指名されたが、契約せずにヴァンダービルト大学へ進学した。
大学1年目の2020年に左肘のトミー・ジョン手術を受け、以降は野手に専念した。

### プロ入りとヤンキース傘下時代
2022年のMLBドラフト1巡目（全体25位）でニューヨーク・ヤンキースから指名されプロ入り。契約金は288万ドル。傘下のルーキー級フロリダ・コンプレックスリーグ・ヤンキースでプロデビューした。